# Soul '69
Soul '69 är ett musikalbum av Aretha Franklin som lanserades 1969 på Atlantic Records. Skivan består helt av covers. Även om den sålde bra i USA blev dess två singlar "The Tracks of My Tears" och "Gentle on My Mind" inga större framgångar. Albumet släpptes på CD av Rhino Records på 1990-talet.

## Låtlista
(kompositör inom parentes)
1. "Ramblin' " (Maybelle Smith) – 3:10
2. "Today I Sing the Blues" (Curley Hamner, Curtis Lewis) – 4:25
3. "River's Invitation" (Percy Mayfield) – 2:40
4. "Pitiful" (Rosie Marie McCoy, Charlie Singleton) – 3:04
5. "Crazy He Calls Me" (Bob Russell, Carl Sigman) – 3:28
6. "Bring It on Home to Me" (Sam Cooke) – 3:45
7. "The Tracks of My Tears" (Warren "Pete" Moore, Smokey Robinson, Marvin Tarplin) – 2:56
8. "If You Gotta Make a Fool of Somebody" (Rudy Clarke) – 3:08
9. "Gentle on My Mind" (John Hartford) – 2:28
10. "So Long" (Remus Harris, Irving Melsher, Russ Morgan) – 4:36
11. "I'll Never Be Free" (Bennie Benjamin, George David Weiss) – 4:15
12. "Elusive Butterfly" (Bob Lind) – 2:45

## Listplaceringar
- Billboard 200, USA: #15[1]
- Billboard R&B Albums: #1